# Pamukçu, Altıeylül
Pamukçu là một thị trấn thuộc huyện Altıeylül, tỉnh Balıkesir, Thổ Nhĩ Kỳ. Dân số thời điểm năm 2010 là 3.273 người.